# Авиационный музей Капрони
Авиационный музей Капрони (итал. Museo dell'aeronautica Gianni Caproni) — старейший авиационный музей Италии.
Был создан в 1927 году как Museo Caproni итальянским инженером и пионером авиации Джованни Капрони, а также его женой — Тиминой Гуасти (Timina Guasti Caproni).

## История
Джованни Капрони был известен своей разработкой нескольких аэропланов между 1910 и 1913 годами. Во время Первой мировой войны его компания стала одним из важнейших производителей самолётов союзников — многомоторных бомбардировщиков большой дальности. К концу войны его компания Caproni была хорошо известна, но снижение военных заказов вынудило фирму начать производство гражданских самолётов. Некоторые из бомбардировщиков военного времени были преобразованы в авиалайнеры или в транспортные самолёты; были разработаны и новые модели самолётов.
Помимо своего инженерного таланта, Джованни Капрони был убежден в важности сохранения исторического наследия, связанного с зарождением и развитием итальянской авиации в целом, и фирмы Caproni в частности. Он начал собирать коллекцию не только самолётов и связанных с ними технологий, но также связанные с ними документы и памятные вещи. Вместе с женой они продолжали пополнять свою коллекцию и во второй половине 1920-х годов решили открыть музей, в котором будет экспонироваться весь собранный ими материал.
Музей был основан в 1927 году в Талиедо, недалеко от Милана; он стал первым музеем Италии, полностью посвящённым теме авиации. Первоначальной целью музея было сохранить артефакты, представляющие исторический интерес, связанные прежде всего с развитием авиастроительной компании Caproni, но вскоре в его коллекцию были включены все другие аспекты истории, связанные с авиацией.
С июня по октябрь 1934 года в Милане проходила Итальянская выставка воздухоплавания (l’Esposizione dell’Aeronautica Italiana), на которой Капрони представил четыре своих самолёта. Выставка имела большой успех, и на её закрытии Бенито Муссолини приказал, чтобы официальный музей итальянский ВВС — Museo storico dell’Accademia Aeronautica, который в то время располагался во дворце Казерта на юге Италии, был перенесен в Милан и объединен с Музеем Капрони, ставший Национальным музеем аэронавтики (Museo Nazionale Aeronautico).
Перспектива создания единого итальянского авиационного музея была дальновидной, но она не реализовалась. Музей Капрони сохранил свой статус самого важного учреждения такого рода в Италии и продолжил развиваться в сторону музея авиации общего назначения. Музей сохранял свое первоначальное местоположение под Миланом до начала Второй мировой войны. Для постоянного выставочного пространства был приспособлен один из больших ангаров в аэропорту Талиедо. Этот выставочный павильон был открыт в 1940 году, в его коллекции присутствовали следующие модели: авиационный двигатель CNA Eta; фюзеляжи самолётов Fokker D.VIII, Nieuport-Delage NiD 29 и LFG Roland D.VI; самолёты Ansaldo SVA, Bristol Coanda, Caproni Ca.1, Caproni Ca.6, Caproni Ca.18, Caproni Ca.20 и другие самолёты компании Caproni. Помимо них было представлено большое количество других авиационных двигателей, пропеллеров, других связанных с авиацией предметов.
Начиная с 1942 года возникла необходимость переместить часть самолётов музея Капрони из Милана, чтобы предотвратить их повреждение или уничтожение в результате бомбардировок союзников. Однако, несмотря на предпринятые меры предосторожности, некоторые самолёты были уничтожены, однако большинство фондов музея, включая не только технику, но также библиотеку и архивы, пережили войну. После её окончания технические экспонаты музея Капрони были собраны в городке Венегоно-Супериоре провинции Варесе, а документальная часть коллекции хранилась в Риме. Музей продолжал развиваться, принимая участие в различных авиационных мероприятиях. Существенную роль в его работе в 1940—1950 годах сыграла Тимина Капрони.
В 1960-х годах был открыт новый выставочный павильон на старой фабрике Caproni в Виццола-Тичино в той же провинции Варесе. Музей Капрони был открыт для публики и продолжал увеличивать свою коллекцию. Наличие 600-метровой взлётно-посадочной полосы, расположенной недалеко от здания музея, позволило некоторым новым экспонатам добраться до музея по воздуху. Некоторые самолёты в этот период времени подверглись серьёзной реставрации и консервации. После смерти основателей музея, их дети — Джованни и Мария Феде — продолжили дело родителей, управляя этим учреждением. В 1980-х годах финансовый спад компании вынудил закрыть музей в Виццола Тичино, но благодаря щедрому вмешательству Мартино Айхнера (Martino Aichner), в августе 1988 года было подписано соглашение между семьей Капрони и провинцией Тренто, в котором власти провинции согласилась предоставить для музея Капрони новое выставочное здание, которое будет построено вблизи аэропорта Aeroporto di Trento-Mattarello, а музей должен называться «Музей аэронавтики Джанни Капрони» (Museo dell’aeronautica Gianni Caproni).
Главный корпус нового музейного комплекса был открыт 3 октября 1992 года. В его выставочном павильоне площадью 1400 квадратных метров с климат-контролем первоначально было представлено 17 самолётов. Весной 1999 года Музей аэронавтики Джанни Капрони стал территориальным подразделением музея Museo tridentino di scienze naturali, тем самым став частью сети из 18 научных и исторических музеев которые в контролируются провинцией Тренто. В апреле 2011 года был открыт новый ангар, экспозиция самолётов, находящихся в музее, была реорганизована, в результате чего в ней было представлено ещё несколько самолётов, ранее хранившихся на складе музея. Музей Капрони также включает богатую специализированную библиотеку с большой коллекцией книг по истории авиации.

Некоторые экспонаты
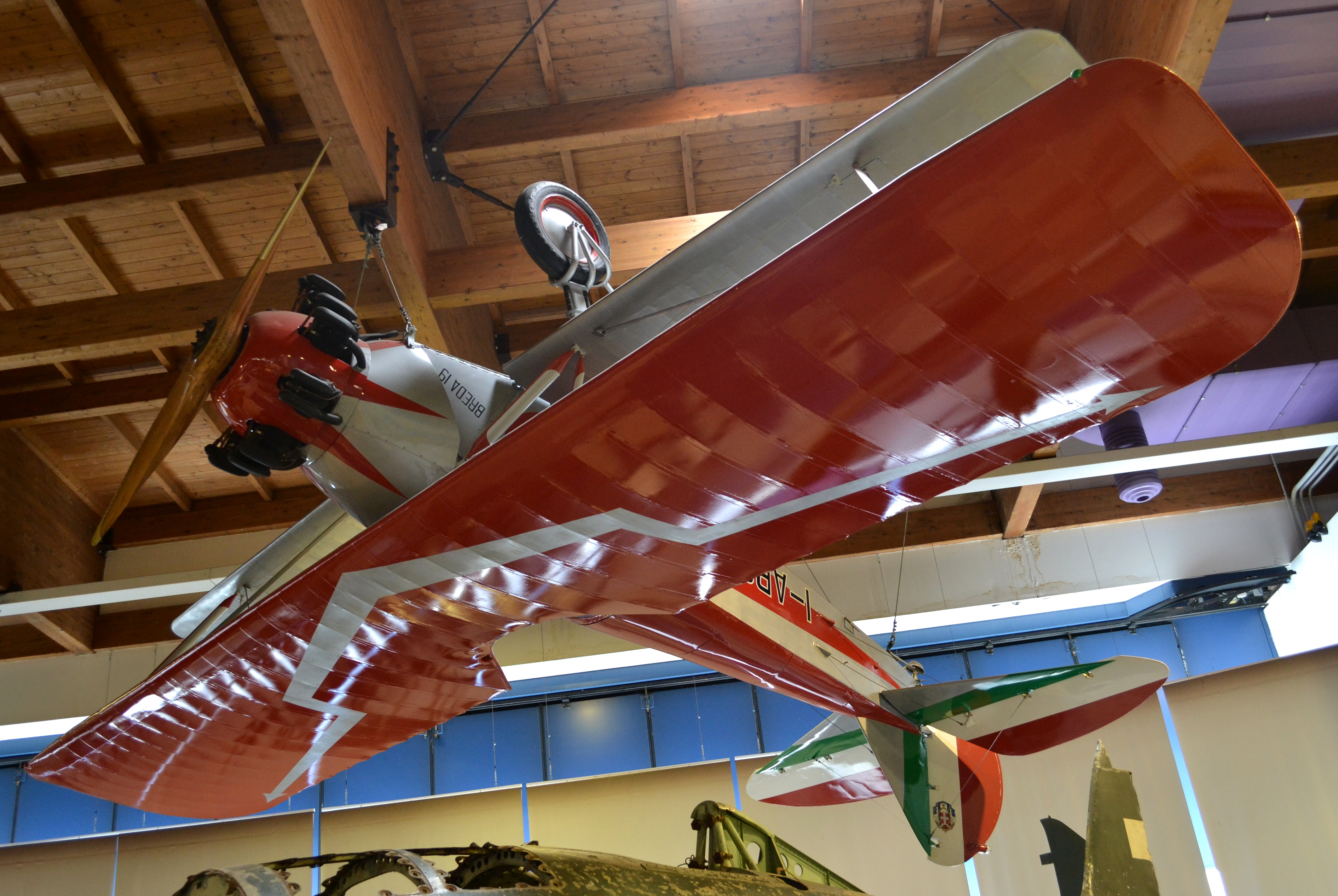
Breda Ba.19
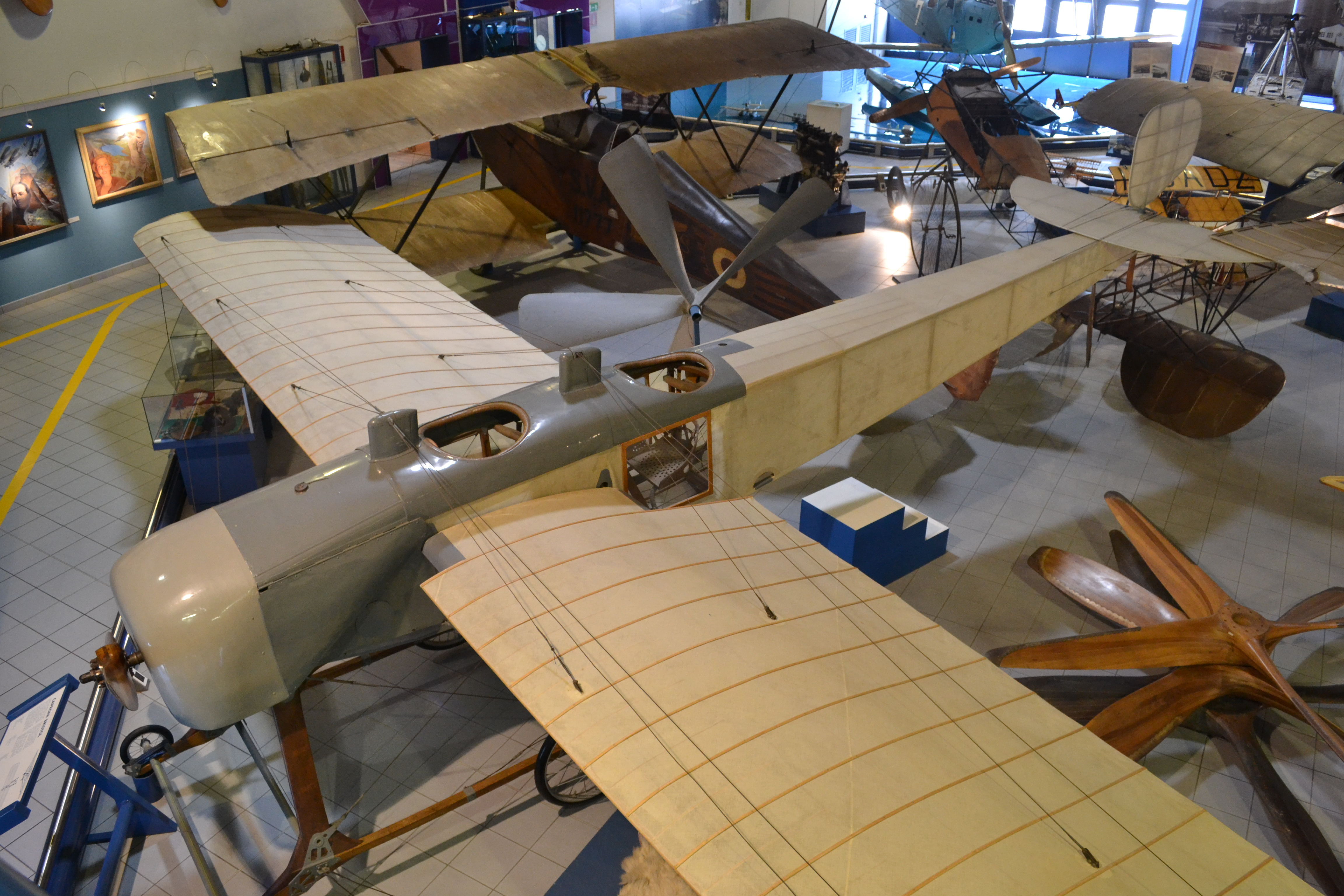
Caproni Bristol
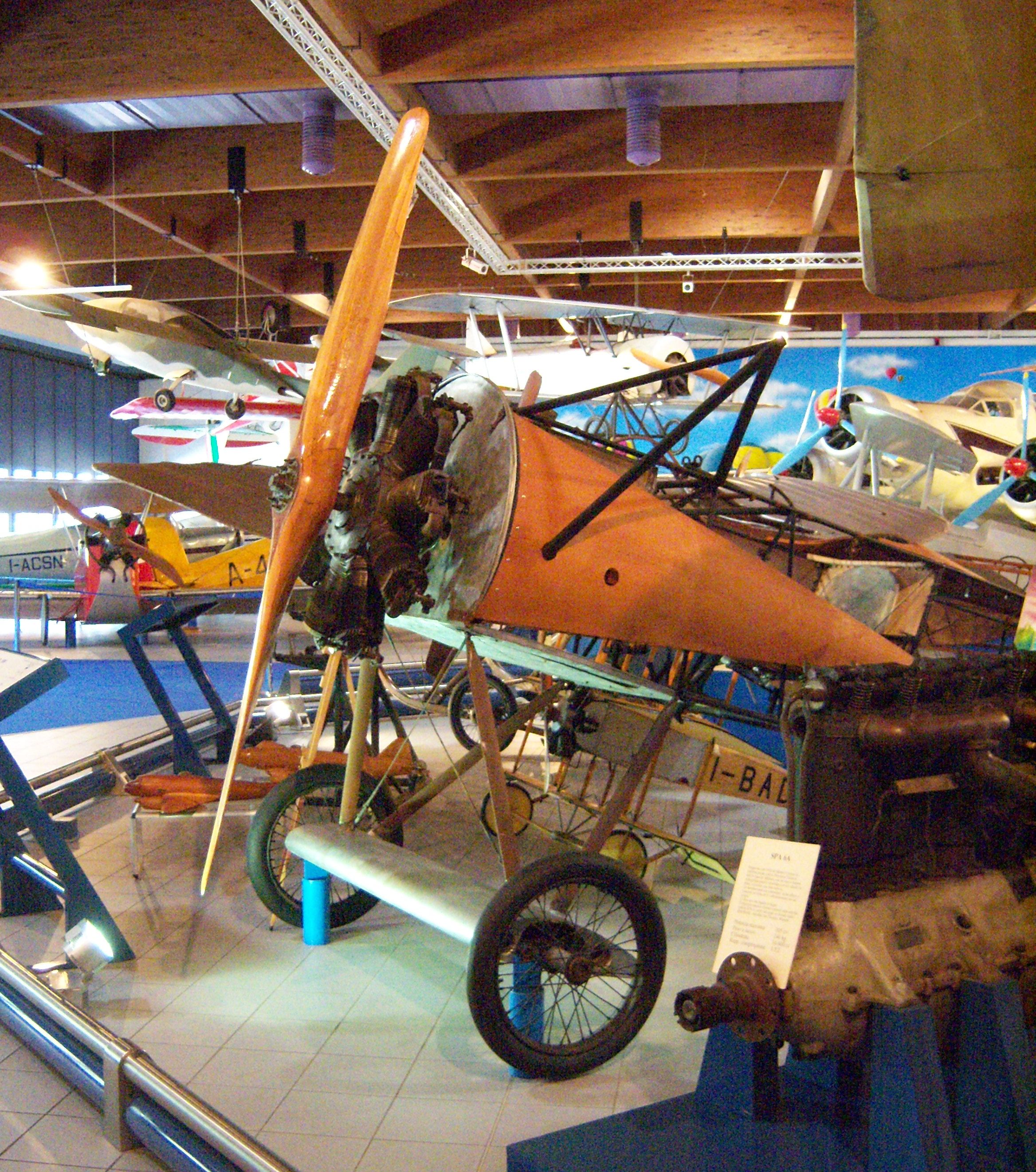
Fokker D.VIII
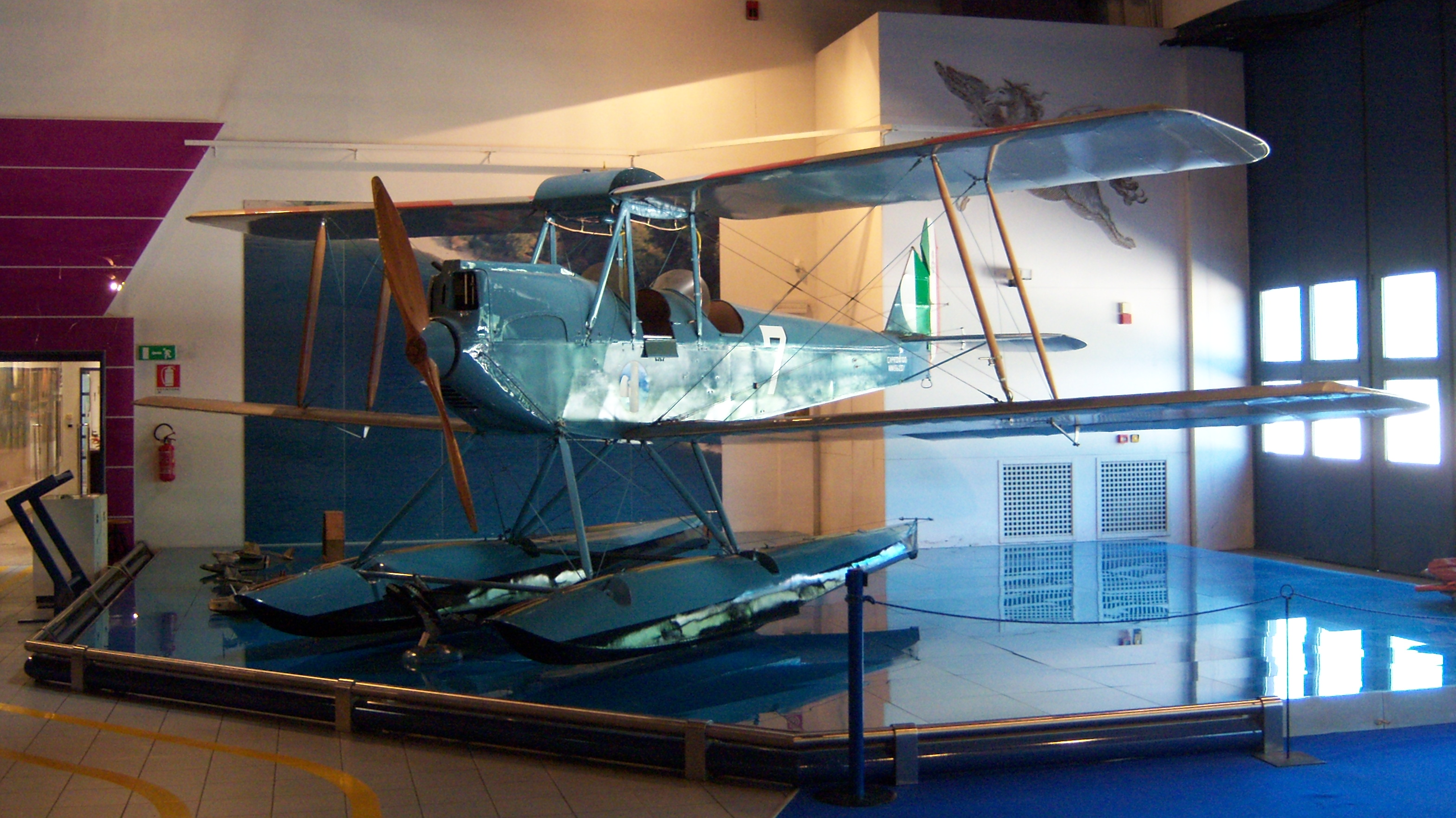
Caproni Ca.100
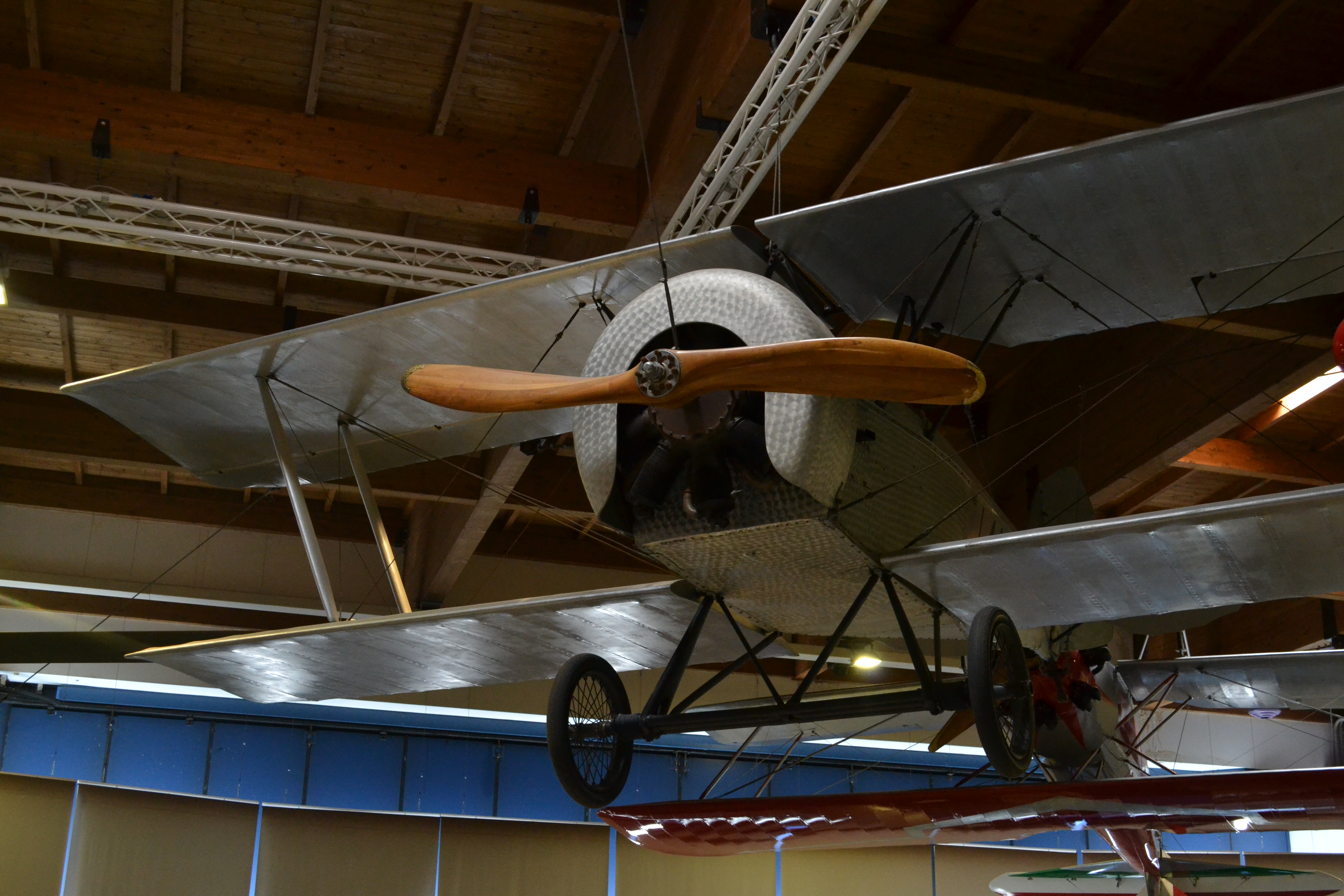
Gabardini B.51bis